# Немирів (станція)
Немирів — проміжна залізнична станція Жмеринської дирекції Південно-Західної залізниці на неелектрифікованій лінії Вінниця — Гайворон між станціями Фердинандівка (14 км) та Кароліна (10 км). Розташована в однойменному місті Вінницького району Вінницької області. 

## Історія
Станція відкрита 1899 року, під час будівництва залізничної лінії Вінниця — Зятківці, на той час — вузькоколійної. 
З 2013 по 2015 роки пасажирський рух був припинений, тож станція обслуговувала лише вантажні перевезення.

## Пасажирське сполучення
Каса вокзалу працює за особливим графіком, в касі є можливість придбати проїзні документи на всі поїзди у внутрішньому сполученні, в тому числі й від інших станцій.
У грудні 2015 року відновлено рух приміських поїздів.
З 5 жовтня 2021 року призначений приміський поїзд сполученням Вінниця — Гайворон (щоденно). В складі поїзда по днях тижня курсують вагони безпересадкового сполучення Київ — Гайворон.